# Collegio di Newcastle upon Tyne North
Newcastle upon Tyne North è un collegio elettorale situato nel Tyne and Wear, nel Nord Est dell'Inghilterra, e rappresentato alla Camera dei comuni del Parlamento del Regno Unito. Elegge un membro del parlamento con il sistema first-past-the-post, ossia maggioritario a turno unico; l'attuale parlamentare è Catherine McKinnell del Partito Laburista, che rappresenta il collegio dal 2010.

## Estensione

Newcastle upon Tyne North dal 2010 al 2024

- 1918-1950: i ward del County Borough di Newcastle di Dene, Heaton, Jesmond, St Andrew's e St Thomas.
- 1950-1983: i ward del County Borough di Newcastle di Arthur's Hill, Elswick, Jesmond, Sandyford e Westgate.
- 1983-2010: i ward della Città di Newcastle di Castle, Denton, Fawdon, Grange, Lemington, Newburn, Westerhope e Woolsington.
- 2010-2024: i ward della Città di Newcastle di Castle, Denton, East Gosforth, Fawdon, Lemington, Newburn, Parklands, Westerhope e Woolsington.
- dal 2024: i ward della Città di Newcastle di Castle (distretti elettorali F04, F05 e F06); Dene and South Gosforth; Fawdon and West Gosforth; Gosforth; Kenton; Kingston Park South and Newbiggin Hall (distretto elettorale O04); North Jesmond; Parklands e South Jesmond e i ward del borgo metropolitano di North Tyneside di Benton e Longbenton.[1]

## Membri del parlamento
| Elezione | Elezione            | Deputato               | Partito                   |
| -------- | ------------------- | ---------------------- | ------------------------- |
|          | 1918                | Nicholas Grattan-Doyle | Conservatore              |
|          | 1940 (S)            | Cuthbert Headlam       | Conservatore Indipendente |
|          | 1940                | Cuthbert Headlam       | Conservatore              |
|          | 1951                | Gwilym Lloyd George    | Liberale Nazionale        |
|          | 1957 (S)            | William Elliott        | Conservatore              |
|          | 1983                | Robert Brown           | Laburista                 |
| 1987     | Doug Henderson      |                        | Laburista                 |
| 2010     | Catherine McKinnell |                        | Laburista                 |

## Elezioni

### Elezioni negli anni 2020
| Partito                    | Partito                                | Candidato                  | Risultati 4 luglio 2024 | Risultati 4 luglio 2024 |
| Partito                    | Partito                                | Candidato                  | Voti                    | %                       |
| -------------------------- | -------------------------------------- | -------------------------- | ----------------------- | ----------------------- |
|                            | Laburista                              | Catherine McKinnell        | 24 440                  | 50,27                   |
|                            | Conservatore                           | Guy Renner-Thompson        | 6 678                   | 13,74                   |
|                            | Lib Dem                                | Aidan King                 | 5 936                   | 12,21                   |
|                            | Reform UK                              | Deborah Lorraine           | 5 933                   | 12,20                   |
|                            | Verdi                                  | Sarah Peters               | 5 035                   | 10,36                   |
|                            | Indipendente                           | King Teare                 | 310                     | 0,64                    |
|                            | Social Democratico                     | Martin Evison              | 285                     | 0,59                    |
|                            |                                        |                            |                         |                         |
| Iscritti                   | Iscritti                               | Iscritti                   | 75 146                  | 100,00                  |
| ↳ Votanti (% su iscritti)  | ↳ Votanti (% su iscritti)              | ↳ Votanti (% su iscritti)  | 48 617                  | 64,70                   |
| ↳ Astenuti (% su iscritti) | ↳ Astenuti (% su iscritti)             | ↳ Astenuti (% su iscritti) | 26 529                  | 35,30                   |
|                            |                                        |                            |                         |                         |
|                            | Esito: collegio confermato a Laburista |                            |                         |                         |

### Elezioni negli anni 2010
| Partito                    | Partito                                | Candidato                  | Risultati 12 dicembre 2019 | Risultati 12 dicembre 2019 |
| Partito                    | Partito                                | Candidato                  | Voti                       | %                          |
| -------------------------- | -------------------------------------- | -------------------------- | -------------------------- | -------------------------- |
|                            | Laburista                              | Catherine McKinnell        | 21 354                     | 45,44                      |
|                            | Conservatore                           | Mark Lehain                | 15 589                     | 33,17                      |
|                            | Lib Dem                                | Nick Cott                  | 4 357                      | 9,27                       |
|                            | Brexit                                 | Richard Ogden              | 4 331                      | 9,22                       |
|                            | Verdi                                  | Alistair Ford              | 1 368                      | 2,91                       |
|                            |                                        |                            |                            |                            |
| Iscritti                   | Iscritti                               | Iscritti                   | 68 486                     | 100,00                     |
| ↳ Votanti (% su iscritti)  | ↳ Votanti (% su iscritti)              | ↳ Votanti (% su iscritti)  | 46 999                     | 68,63                      |
| ↳ Astenuti (% su iscritti) | ↳ Astenuti (% su iscritti)             | ↳ Astenuti (% su iscritti) | 21 487                     | 31,37                      |
|                            |                                        |                            |                            |                            |
|                            | Esito: collegio confermato a Laburista |                            |                            |                            |

| Partito                    | Partito                                | Candidato                  | Risultati 8 giugno 2017 | Risultati 8 giugno 2017 |
| Partito                    | Partito                                | Candidato                  | Voti                    | %                       |
| -------------------------- | -------------------------------------- | -------------------------- | ----------------------- | ----------------------- |
|                            | Laburista                              | Catherine McKinnell        | 26 729                  | 55,35                   |
|                            | Conservatore                           | Duncan Crute               | 16 380                  | 33,92                   |
|                            | Lib Dem                                | Anita Lower                | 2 533                   | 5,25                    |
|                            | UKIP                                   | Timothy Marron             | 1 780                   | 3,69                    |
|                            | Verdi                                  | Alison Whalley             | 513                     | 1,06                    |
|                            | North of England Community Alliance    | Brian Moore                | 353                     | 0,73                    |
|                            |                                        |                            |                         |                         |
| Iscritti                   | Iscritti                               | Iscritti                   | 67 359                  | 100,00                  |
| ↳ Votanti (% su iscritti)  | ↳ Votanti (% su iscritti)              | ↳ Votanti (% su iscritti)  | 48 768                  | 72,40                   |
| ↳ Astenuti (% su iscritti) | ↳ Astenuti (% su iscritti)             | ↳ Astenuti (% su iscritti) | 18 591                  | 27,60                   |
|                            |                                        |                            |                         |                         |
|                            | Esito: collegio confermato a Laburista |                            |                         |                         |

| Partito                    | Partito                                | Candidato                  | Risultati 7 maggio 2015 | Risultati 7 maggio 2015 |
| Partito                    | Partito                                | Candidato                  | Voti                    | %                       |
| -------------------------- | -------------------------------------- | -------------------------- | ----------------------- | ----------------------- |
|                            | Laburista                              | Catherine McKinnell        | 20 689                  | 46,09                   |
|                            | Conservatore                           | Stephen Bates              | 10 536                  | 23,47                   |
|                            | UKIP                                   | Timothy Marron             | 7 447                   | 16,59                   |
|                            | Lib Dem                                | Anita Lower                | 4 366                   | 9,73                    |
|                            | Verdi                                  | Alison Whalley             | 1 515                   | 3,37                    |
|                            | North East Party                       | Violet Rook                | 338                     | 0,75                    |
|                            |                                        |                            |                         |                         |
| Iscritti                   | Iscritti                               | Iscritti                   | 67 302                  | 100,00                  |
| ↳ Votanti (% su iscritti)  | ↳ Votanti (% su iscritti)              | ↳ Votanti (% su iscritti)  | 44 891                  | 66,70                   |
| ↳ Astenuti (% su iscritti) | ↳ Astenuti (% su iscritti)             | ↳ Astenuti (% su iscritti) | 22 411                  | 33,30                   |
|                            |                                        |                            |                         |                         |
|                            | Esito: collegio confermato a Laburista |                            |                         |                         |

| Partito                    | Partito                                | Candidato                  | Risultati 6 maggio 2010 | Risultati 6 maggio 2010 |
| Partito                    | Partito                                | Candidato                  | Voti                    | %                       |
| -------------------------- | -------------------------------------- | -------------------------- | ----------------------- | ----------------------- |
|                            | Laburista                              | Catherine McKinnell        | 17 950                  | 40,85                   |
|                            | Lib Dem                                | Ronald Beadle              | 14 536                  | 33,08                   |
|                            | Conservatore                           | Stephen Parkinson          | 7 966                   | 18,13                   |
|                            | BNP                                    | Terry Gibson               | 1 890                   | 4,30                    |
|                            | UKIP                                   | Ian Proud                  | 1 285                   | 2,92                    |
|                            | Verdi                                  | Anna Heyman                | 319                     | 0,73                    |
|                            |                                        |                            |                         |                         |
| Iscritti                   | Iscritti                               | Iscritti                   | 67 093                  | 100,00                  |
| ↳ Votanti (% su iscritti)  | ↳ Votanti (% su iscritti)              | ↳ Votanti (% su iscritti)  | 43 946                  | 65,50                   |
| ↳ Astenuti (% su iscritti) | ↳ Astenuti (% su iscritti)             | ↳ Astenuti (% su iscritti) | 23 147                  | 34,50                   |
|                            |                                        |                            |                         |                         |
|                            | Esito: collegio confermato a Laburista |                            |                         |                         |

### Elezioni negli anni 2000
| Partito                    | Partito                                | Candidato                  | Risultati 5 maggio 2005 | Risultati 5 maggio 2005 |
| Partito                    | Partito                                | Candidato                  | Voti                    | %                       |
| -------------------------- | -------------------------------------- | -------------------------- | ----------------------- | ----------------------- |
|                            | Laburista                              | Doug Henderson             | 19 224                  | 50,01                   |
|                            | Lib Dem                                | Ronald Beadle              | 12 201                  | 31,74                   |
|                            | Conservatore                           | Neil Hudson                | 6 022                   | 15,66                   |
|                            | Fronte Nazionale                       | Roland Wood                | 997                     | 2,59                    |
|                            |                                        |                            |                         |                         |
| Iscritti                   | Iscritti                               | Iscritti                   | 56 869                  | 100,00                  |
| ↳ Votanti (% su iscritti)  | ↳ Votanti (% su iscritti)              | ↳ Votanti (% su iscritti)  | 38 444                  | 67,60                   |
| ↳ Astenuti (% su iscritti) | ↳ Astenuti (% su iscritti)             | ↳ Astenuti (% su iscritti) | 18 425                  | 32,40                   |
|                            |                                        |                            |                         |                         |
|                            | Esito: collegio confermato a Laburista |                            |                         |                         |

| Partito                    | Partito                                | Candidato                  | Risultati 7 giugno 2001 | Risultati 7 giugno 2001 |
| Partito                    | Partito                                | Candidato                  | Voti                    | %                       |
| -------------------------- | -------------------------------------- | -------------------------- | ----------------------- | ----------------------- |
|                            | Laburista                              | Doug Henderson             | 21 874                  | 60,15                   |
|                            | Conservatore                           | Philip R. Smith            | 7 424                   | 20,41                   |
|                            | Lib Dem                                | Graham Soult               | 7 070                   | 19,44                   |
|                            |                                        |                            |                         |                         |
| Iscritti                   | Iscritti                               | Iscritti                   | 63 248                  | 100,00                  |
| ↳ Votanti (% su iscritti)  | ↳ Votanti (% su iscritti)              | ↳ Votanti (% su iscritti)  | 36 368                  | 57,50                   |
| ↳ Astenuti (% su iscritti) | ↳ Astenuti (% su iscritti)             | ↳ Astenuti (% su iscritti) | 26 880                  | 42,50                   |
|                            |                                        |                            |                         |                         |
|                            | Esito: collegio confermato a Laburista |                            |                         |                         |

## Risultati dei referendum

### Referendum sulla permanenza del Regno Unito nell'Unione europea del 2016
|             | Collegio                  | Lasciare UE % | Rimanere in UE % |
| ----------- | ------------------------- | ------------- | ---------------- |
|             | Newcastle upon Tyne North | 57,1%         | 42,9%            |
| Inghilterra | 53,3%                     | 46,7%         |                  |
| Regno Unito | 51,9%                     | 48,1%         |                  |